# 馬鞍山戰鬥
馬鞍山戰鬥發生於1927年11月10日－12日，交戰地點則是在中國皖東鳳陽，是北洋時期的戰鬥之一。馬鞍山戰鬥的交戰雙方，一方為第九軍顧祝同，另一方五省聯軍所轄軍隊。

## 參看
- 中華民國北洋政府時期內戰戰鬥列表